# Rally-VM
World Rally Championship, förkortas WRC, eller Rally-VM, är världsmästerskapet i rally. Mästerskapet organiseras av det internationella motorsportförbundet FIA sedan 1973. Deltävlingar har hållits i över trettio länder genom tiderna. Förarmästare och konstruktörsmästare koras enligt ett gemensamt poängsystem. Den förare som vunnit flest mästerskap är Sébastien Loeb. På konstruktörssidan har Lancia flest framgångar. Två svenskar har genom åren blivit världsmästare. 1979 blev Björn Waldegård den förste officielle världsmästaren någonsin, bakom ratten på en Ford Escort RS 1800 samt Mercedes-Benz 450 SLC. Stig Blomqvist är den andre svensk som tagit titeln. Detta gjorde han 1984 i en Audi Sport Quattro.

## Vinnare
| Säsong                                                                          | Förarmästerskap       | Förarmästerskap             | Konstruktörsmästerskap | Konstruktörsmästerskap            |
| Säsong                                                                          | Förare                | Bil                         | Konstruktör            | Bil                               |
| ------------------------------------------------------------------------------- | --------------------- | --------------------------- | ---------------------- | --------------------------------- |
| 1973                                                                            | Inget förarmästerskap | Inget förarmästerskap       | Alpine-Renault         | Alpine A110                       |
| 1974                                                                            | Inget förarmästerskap | Inget förarmästerskap       | Lancia                 | Lancia Stratos HF                 |
| 1975                                                                            | Inget förarmästerskap | Inget förarmästerskap       | Lancia                 | Lancia Stratos HF                 |
| 1976                                                                            | Inget förarmästerskap | Inget förarmästerskap       | Lancia                 | Lancia Stratos HF                 |
| 1977                                                                            | Sandro Munari*        | Lancia Stratos HF           | Fiat                   | Fiat 131 Abarth                   |
| 1978                                                                            | Markku Alén*          | Fiat 131 Abarth**           | Fiat                   | Fiat 131 Abarth                   |
| 1979                                                                            | Björn Waldegård       | Ford Escort RS1800***       | Ford                   | Ford Escort RS1800                |
| 1980                                                                            | Walter Röhrl          | Fiat 131 Abarth             | Fiat                   | Fiat 131 Abarth                   |
| 1981                                                                            | Ari Vatanen           | Ford Escort RS1800          | Talbot                 | Talbot Sunbeam Lotus              |
| 1982                                                                            | Walter Röhrl          | Opel Ascona 400             | Audi                   | Audi Quattro                      |
| 1983                                                                            | Hannu Mikkola         | Audi Quattro                | Lancia                 | Lancia Rally 037                  |
| 1984                                                                            | Stig Blomqvist        | Audi Sport Quattro          | Audi                   | Audi Sport Quattro                |
| 1985                                                                            | Timo Salonen          | Peugeot 205 Turbo 16        | Peugeot                | Peugeot 205 Turbo 16              |
| 1986                                                                            | Juha Kankkunen        | Peugeot 205 Turbo 16        | Peugeot                | Peugeot 205 Turbo 16              |
| 1987                                                                            | Juha Kankkunen        | Lancia Delta HF Integrale   | Lancia                 | Lancia Delta HF Integrale         |
| 1988                                                                            | Miki Biasion          | Lancia Delta HF Integrale   | Lancia                 | Lancia Delta HF Integrale         |
| 1989                                                                            | Miki Biasion          | Lancia Delta HF Integrale   | Lancia                 | Lancia Delta HF Integrale         |
| 1990                                                                            | Carlos Sainz          | Toyota Celica GT-Four       | Lancia                 | Lancia Delta HF Integrale         |
| 1991                                                                            | Juha Kankkunen        | Lancia Delta HF Integrale   | Lancia                 | Lancia Delta HF Integrale         |
| 1992                                                                            | Carlos Sainz          | Toyota Celica GT-Four       | Lancia                 | Lancia Delta Integrale Evoluzione |
| 1993                                                                            | Juha Kankkunen        | Toyota Celica GT-Four       | Toyota                 | Toyota Celica GT-Four             |
| 1994                                                                            | Didier Auriol         | Toyota Celica GT-Four       | Toyota                 | Toyota Celica GT-Four             |
| 1995                                                                            | Colin McRae           | Subaru Impreza 555          | Subaru                 | Subaru Impreza 555                |
| 1996                                                                            | Tommi Mäkinen         | Mitsubishi Lancer Evolution | Subaru                 | Subaru Impreza 555                |
| 1997                                                                            | Tommi Mäkinen         | Mitsubishi Lancer Evolution | Subaru                 | Subaru Impreza WRC                |
| 1998                                                                            | Tommi Mäkinen         | Mitsubishi Lancer Evolution | Mitsubishi             | Mitsubishi Lancer Evolution       |
| 1999                                                                            | Tommi Mäkinen         | Mitsubishi Lancer Evolution | Toyota                 | Toyota Corolla WRC                |
| 2000                                                                            | Marcus Grönholm       | Peugeot 206 WRC             | Peugeot                | Peugeot 206 WRC                   |
| 2001                                                                            | Richard Burns         | Subaru Impreza WRC          | Peugeot                | Peugeot 206 WRC                   |
| 2002                                                                            | Marcus Grönholm       | Peugeot 206 WRC             | Peugeot                | Peugeot 206 WRC                   |
| 2003                                                                            | Petter Solberg        | Subaru Impreza WRC          | Citroën                | Citroën Xsara WRC                 |
| 2004                                                                            | Sébastien Loeb        | Citroën Xsara WRC           | Citroën                | Citroën Xsara WRC                 |
| 2005                                                                            | Sébastien Loeb        | Citroën Xsara WRC           | Citroën                | Citroën Xsara WRC                 |
| 2006                                                                            | Sébastien Loeb        | Citroën Xsara WRC           | Ford                   | Ford Focus WRC                    |
| 2007                                                                            | Sébastien Loeb        | Citroën C4 WRC              | Ford                   | Ford Focus WRC                    |
| 2008                                                                            | Sébastien Loeb        | Citroën C4 WRC              | Citroën                | Citroën C4 WRC                    |
| 2009                                                                            | Sébastien Loeb        | Citroën C4 WRC              | Citroën                | Citroën C4 WRC                    |
| 2010                                                                            | Sébastien Loeb        | Citroën C4 WRC              | Citroën                | Citroën C4 WRC                    |
| 2011                                                                            | Sébastien Loeb        | Citroën DS3 WRC             | Citroën                | Citroën DS3 WRC                   |
| 2012                                                                            | Sébastien Loeb        | Citroën DS3 WRC             | Citroën                | Citroën DS3 WRC                   |
| 2013                                                                            | Sébastien Ogier       | Volkswagen Polo R WRC       | Volkswagen             | Volkswagen Polo R WRC             |
| 2014                                                                            | Sébastien Ogier       | Volkswagen Polo R WRC       | Volkswagen             | Volkswagen Polo R WRC             |
| 2015                                                                            | Sébastien Ogier       | Volkswagen Polo R WRC       | Volkswagen             | Volkswagen Polo R WRC             |
| 2016                                                                            | Sébastien Ogier       | Volkswagen Polo R WRC       | Volkswagen             | Volkswagen Polo R WRC             |
| 2017                                                                            | Sébastien Ogier       | Ford Fiesta RS WRC          | M-Sport                | Ford Fiesta RS WRC                |
| 2018                                                                            | Sébastien Ogier       | Ford Fiesta RS WRC          | Toyota                 | Toyota Yaris WRC                  |
| 2019                                                                            | Ott Tänak             | Toyota Yaris WRC            | Hyundai                | Hyundai i20 Coupe WRC             |
| 2020                                                                            | Sébastien Ogier       | Toyota Yaris WRC            | Hyundai                | Hyundai i20 Coupe WRC             |
| 2021                                                                            | Sébastien Ogier       | Toyota Yaris WRC            | Toyota                 | Toyota Yaris WRC                  |
| 2022                                                                            | Kalle Rovanperä       | Toyota Yaris WRC            | Toyota                 | Toyota GR Yaris Rally 1           |
| 2023                                                                            | Kalle Rovanperä       | Toyota Yaris WRC            | Toyota                 | Toyota GR Yaris Rally 1           |
| 2024                                                                            | Thierry Neuville      | Hyundai i20N Coupe Rally 1  | Toyota                 | Toyota GR Yaris Rally 1           |
| * - 1977 och 1978 kallades förarmästerskapet FIA-cupen för rallyförare          |                       |                             |                        |                                   |
| ** - Markku Alén körde en Lancia Stratos HF i två tävlingar under 1978          |                       |                             |                        |                                   |
| *** - Björn Waldegård körde en Mercedes-Benz 450 SLC i två tävlingar under 1979 |                       |                             |                        |                                   |
| Inget förarmästerskap hölls 1973–1976                                           |                       |                             |                        |                                   |

## Deltävlingar
| Deltävling                            | Underlag      | År                                                               |
| ------------------------------------- | ------------- | ---------------------------------------------------------------- |
| Argentinska rallyt                    | Grus          | 1980–1981, 1983–2009, 2011-                                      |
| Australienrallyt                      | Grus          | 1989–2006, 2009, 2011, 2013                                      |
| Brasilianska rallyt                   | Grus          | 1981¹, 1982                                                      |
| Cypriotiska rallyt                    | Asfalt/grus   | 2000–2006, 2009                                                  |
| Elfenbenskustrallyt                   | Lera          | 1978–1981, 1982–1992¹                                            |
| Finska rallyt                         | Grus          | 1973–1979, 1980¹, 1981–                                          |
| Korsikanska rallyt                    | Asfalt        | 1973–2008                                                        |
| Franska rallyt                        | Asfalt        | 2010–                                                            |
| Akropolisrallyt                       | Grus          | 1973–2009², 2011–2013                                            |
| Indonesiska rallyt                    | Lera          | 1996, 1997                                                       |
| Irländska rallyt                      | Asfalt/lera   | 2007, 2009                                                       |
| Sanremorallyt                         | Asfalt        | 1973–2003                                                        |
| Sardinienrallyt                       | Grus          | 2004–2009, 2011–                                                 |
| Japanska rallyt                       | Grus          | 2004–2008, 2010                                                  |
| Jordanska rallyt                      | Grus          | 2008, 2010                                                       |
| Rideau Lakes-rallyt                   | Grus          | 1974                                                             |
| Kanadensiska rallyt                   | Grus          | 1977–1979                                                        |
| Safarirallyt                          | Grus          | 1973–2002                                                        |
| Kinesiska rallyt                      | Grus          | 1999                                                             |
| Marockanska rallyt                    | Asfalt/grus   | 1973, 1975, 1976                                                 |
| Mexikanska rallyt                     | Grus          | 2004–2008, 2010-                                                 |
| Monte Carlo-rallyt                    | Asfalt/is/snö | 1973–2008², 2012-                                                |
| Norska rallyt                         | Is/snö/grus   | 2007, 2009                                                       |
| Nyzeeländska rallyt                   | Grus          | 1977, 1979, 1980, 1982–1986, 1987–1992¹, 1993–2008, 2010, 2012   |
| Polska rallyt                         | Grus          | 1973, 2009, 2014                                                 |
| Portugisiska rallyt                   | Grus          | 1973–2001, 2007, 2009-                                           |
| Katalanska rallyt                     | Asfalt        | 1991–1992¹, 1993–                                                |
| Walesiska rallyt                      | Grus          | 1973–                                                            |
| Svenska rallyt                        | Is/snö/grus   | 1973–1979², 1980–1984¹, 1985–1988, 1989–1992¹³, 1993–2008, 2010- |
| Turkiska rallyt                       | Grus          | 2003–2008, 2010                                                  |
| Tyska rallyt                          | Asfalt        | 2002–2008, 2010-                                                 |
| Press-on-Regardless-rallyt            | Grus          | 1973, 1974                                                       |
| Olympusrallyt                         | Grus          | 1986¹, 1987–1988                                                 |
| Österrikiska alprallyt                | Grus          | 1973                                                             |
| ¹) Ingick endast i förarmästerskapet  |               |                                                                  |
| ²) Inställt 1974 på grund av oljekris |               |                                                                  |
| ³) Inställt 1990 på grund av snöbrist |               |                                                                  |